# Bernardino de Sahagún

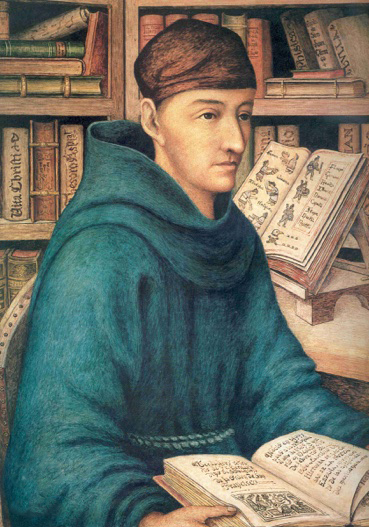
Frade Bernardino de Sahagún

Bernardino de Sahagún, nascido Bernardino de Rivera, Ribera ou Ribeira (Sahagún, Leão, Espanha ca. 1499 — Cidade do México, 5 de fevereiro de 1590) foi um frade franciscano espanhol. Autor de várias obras bilíngues em náuatle e espanhol, consideradas hoje entre os documentos mais valiosos para a reconstrução da historia do México antigo,
antes da chegada dos conquistadores espanhóis.

## Biografia
Por volta de 1520 deslocou-se para Salamanca para estudar na sua Universidade, naquele tempo um centro de irradiação do Renascimento na Espanha. Ali aprendeu latim, história, filosofia e teologia. Ao redor da metade da década decidiu entrar na ordem franciscana, ordenando-se provavelmente por volta de 1527. Dois anos depois, em 1529, partiria para a recém conquistada Nova Espanha (México) em missão com outra vintena de freires, encabeçados por frei Antônio de Ciudad Rodrigo.
Os seus primeiros anos no Novo Mundo transcorreram em Tlalmanalco (1530-1532), para depois ser guardião (e provavelmente fundador) do convento de Xochimilco (1535). Em 1536 e por ordem real, o arcebispo do México Juan de Zumárraga funda o Imperial Colégio da Santa Cruz de Tlatelolco. Desde o começo, o freire franciscano ensinaria latim ali. O Colégio instruía acadêmica e religiosamente os jovens náuatles, primariamente aqueles filhos de pipiltin (nobres). Com algumas interrupções, frei Bernardino estaria ligado ao Colégio até a sua morte. Ali formou discípulos que logo seriam os seus colaboradores nas suas pesquisas sobre a língua e a cultura náuatles; os nomes de alguns de eles são conhecidos: Antonio Valeriano, de Azcapotzalco; Martín Jacobita e Andrés Leonardo, de Tlatelolco e Alonso Bejarano de Cuauhtitlán.
Passou logo pelos conventos de Xochimilco, Huejotzingo e Cholula; foi missioneiro nas regiões de Puebla, Tula e Tepeapulco (1539-1558); definidor provincial e visitador da Custódia de Michoacán (1558). Mas a partir de 1547 consagrou-se quase totalmente à construção da sua obra histórico-antropológica. Obra que trazer-lhe-ia problemas: em 1577 (ou 1578) os seus trabalhos foram confiscados por ordem real, provavelmente por temor a que o valor que Bernardino assinava ao estudo da cultura dos antigos mexicanos e a que os seus métodos missionais que, até certo ponto, respeitavam os costumes ancestrais, pudessem ser um obstáculo para a evangelização.
Uma parte da campanha na sua contra pôde vir de setores religiosos disconformes com os seus métodos missionais, mas não foram as razões religiosas as mais importantes e que levaram a impedir a publicação da sua obra, senão políticas, como o demonstra o fato de as três cópias, que frei Bernardino fez do trabalho, acabar na biblioteca do Palácio Real (duas delas foram obsequiadas pelos reis posteriores), e não nos arquivos religiosos. A situação da Espanha da segunda metade do século XVI era de intolerância frente do avanço protestante. Neste clima, não podiam ser bem vistas pelas autoridades coloniais as pesquisas de Sahagún sobre o mundo asteca, considerado pagão pelos europeus.
Atualmente existe uma cidade industrial no Estado de Hidalgo que leva o seu nome, Ciudad Sahagún, em honra do investigador.

## Obras

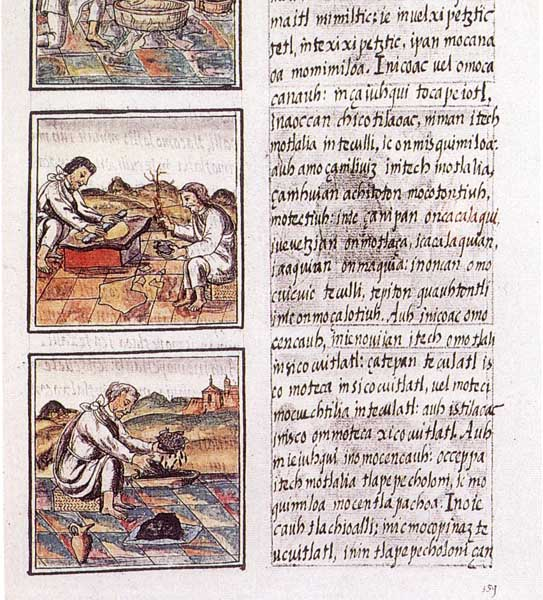
Página 51 do Livro IX do Códice Florentino. O texto é em náuatle.

Durante a sua longa vida, foi autor de um grande número de obras em náuatle, espanhol e latim. A única impressa durante a sua vida foi Salmódia cristã e Sermonário dos Santos do ano, em língua mexicana, ordenado em cantares ou salmos para que cantem os índios nos areytos que fazem nas Igrejas, o México, 1583.
Escreveu também:  Incipiunt Epistola et Evangelia  ; Evangelario en lengua Mexicana; Sermonario de dominicanas y de santos en lengua mexicana; Postillas sobre las Epístolas y Evangelios de los Domingos de todo el año, com a colaboração dos seus alunos de Tlatelolco; Tratado da Retórica e Teologia das pessoas mexicanas, também náuatle; Colóquios e Doutrina Cristã com que os doze freires de São Francisco enviados pelo papa Adriano VI e pelo imperador Carlos V converteram os índios da Nova Espanha; Arte da língua mexicana, com o seu vocabulário apêndice; Vida de São Bernardino de Siena, em náuatle; Manual do Cristão; um Calendário; Arte adivinhatória e um Vocabulário trilíngue.
Mas a sua obra monumental, que custou trinta anos de árduo trabalho, são as três versões da História geral das coisas da Nova Espanha que, com loável empenho, e recolhendo a tradição oral que transmitiam os seus alunos, enviava ao Conselho das Índias para a sua publicação, o qual o arquivava por razões políticas. Os três exemplares acabaram na Biblioteca do Palácio Real de Madrid, onde ainda se conserva uma. Outra delas, composta de doze livros é conhecida também como Códice florentino porque um dos manuscritos, após inúmeras peripécias, terminou na Biblioteca Medicea Laurenziana de Florença.
Pelo seu método de trabalho, baseado na recolha nas fontes de testemunhos dos anciãos, o análise detalhado, e a compilação bilíngue (náuatle-espanhol), e pelos resultados que obteve o pesquisar sobre a cultura dos antigos mexicanos, eruditos como Miguel León-Portilla e Ángel María Garibay consideraram-no como o primeiro antropólogo da América, um precursor da inculturação. Este julgamento não é unânime: sustém-se que Sahagún teve a sua parte em no processo de demonização da religião dos antigos mexicanos, e na transculturação dos povos subjugados. Se bem que não há evidência de que haja participado na destruição física dos monumentos náuatles (como sim o fez a sua colega franciscano Pedro de Gante), como evangelizador contribuiu para a eliminação do antiga ordem indígena. Walden Browne sustém que "A reivindicação de que Sahagún é o primeiro antropólogo moderno é, no pior dos casos, um anacronismo irresponsável e, no melhor, uma afirmação vazia que na realidade não diz nada substancial sobre a sua obra".